# زبان سایه‌زنی سطح بالا

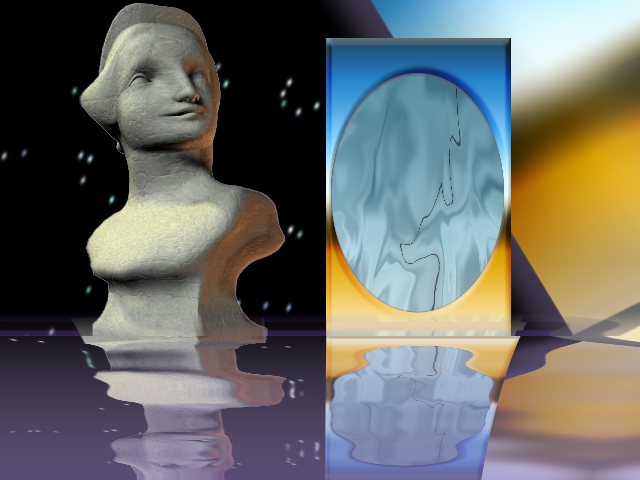

زبان سایه‌زنی سطح بالا (انگلیسی: High-Level Shading Language) یک زبان برنامه‌نویسی سایه‌زن سطح بالا و معرفی شده برای اجرای برنامه‌های گرافیکی سایه‌زن توسط شرکت میکروسافت در قالب مجموعهٔ دایرکت‌تری‌دی است.